# Lastreopsis windsorensis
Lastreopsis windsorensis là một loài dương xỉ trong họ Dryopteridaceae. Loài này được D.L.Jones & B.Gray mô tả khoa học đầu tiên năm 1998.
Danh pháp khoa học của loài này chưa được làm sáng tỏ. 